# Rejestr instrukcji
Rejestr instrukcji, inaczej rejestr rozkazów, jest częścią jednostki kontrolnej procesora, w której przechowywana jest aktualnie wykonywana instrukcja maszynowa. W prostych procesorach każda instrukcja, która ma być wykonywana, jest ładowana do rejestru instrukcji. Rejestr ten przechowuje ją, podczas gdy jest dekodowana, przygotowywana i ostatecznie wykonywana.